# Kehlkopfmikrofon

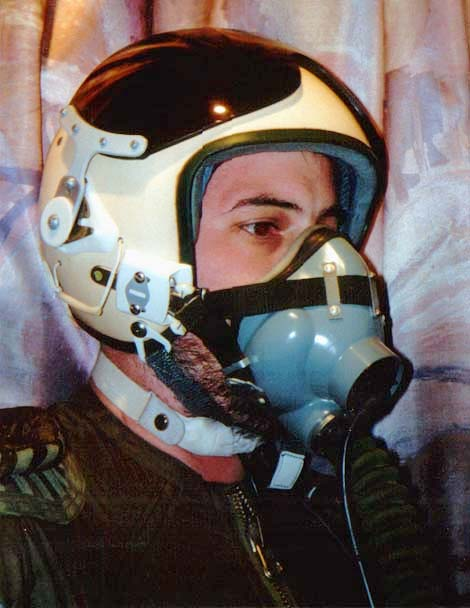
Kehlkopfmikrofon (weiß) in Verbindung mit Pilotenhelm und Sauerstoffmaske

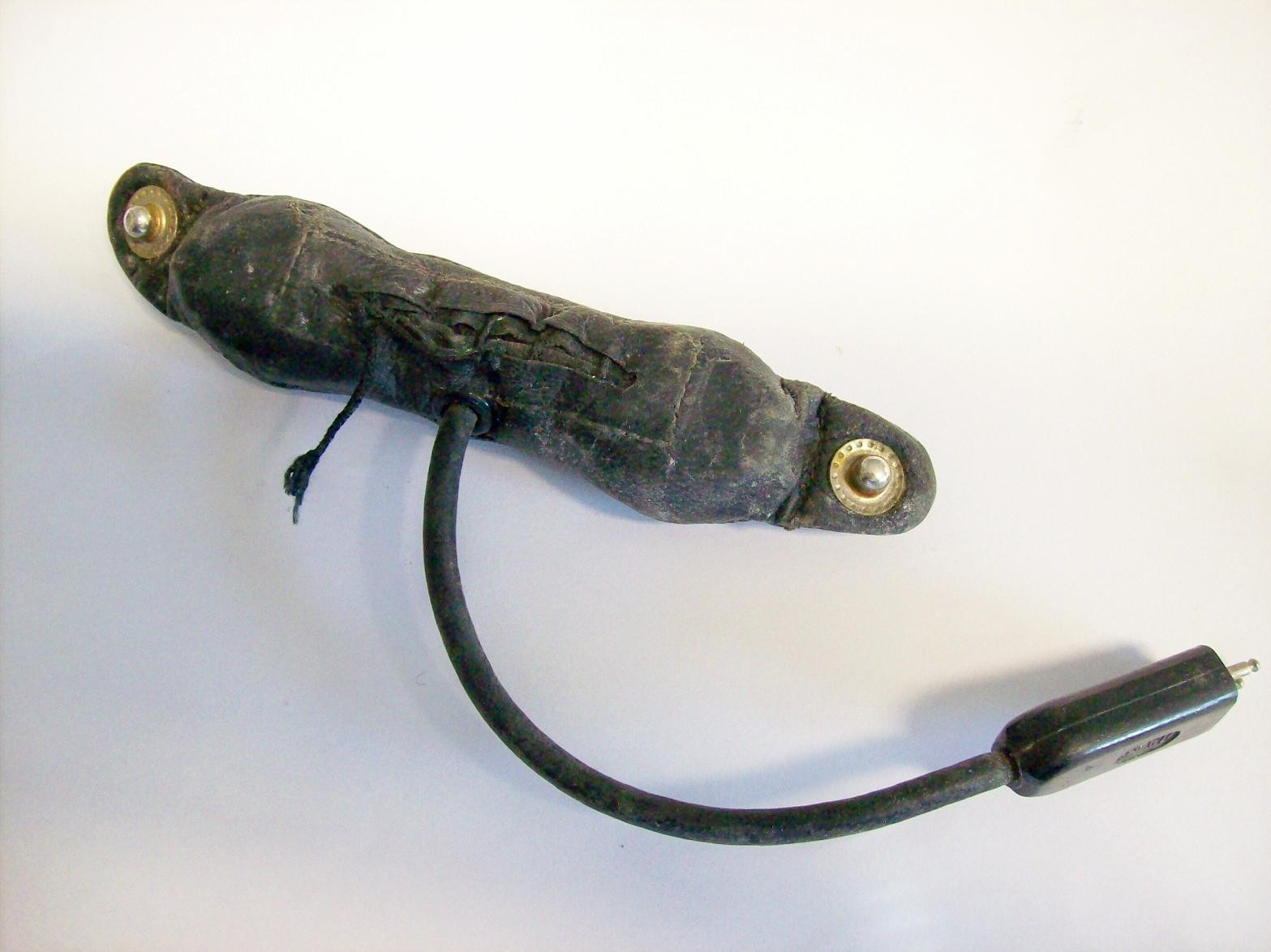
Kehlkopfmikrofon LA-5 (ЛА-5), ein Kohlemikrofon, gleicher Typ wie Bild oben

Das Kehlkopfmikrofon, das außen direkt am Kehlkopf anliegend getragen wird, wird für die Sprachkommunikation auch in Verbindung mit Schutzanzügen, Helmen und Sauerstoffmasken in extrem lauter Umgebung genutzt.
Im technischen Sinn handelt es sich um einen Tonabnehmer und nicht um ein Mikrofon, da Körperschall und nicht Luftschall gewandelt wird. Aus diesem Grund nimmt das Kehlkopfmikrofon keinen Umgebungsschall (aus der anstehenden Luft) auf. Typisch ist die Bauweise mit einem Paar Schallaufnehmern, jeder liegt schräg an einer Seite des Kehlkopfs an.
Es ergibt sich mangelhafte Sprachübertragung daraus, dass unter anderem Zischlaute ungenügend wiedergegeben werden können.
Kehlkopfmikrofone gibt es in verschiedenen Ausführungen: Bei älteren Varianten wird das Mikrofon mit Hilfe eines um den gesamten Hals gelegten Stretchbandes befestigt, so dass es am Kehlkopf aufliegt. Die jüngeren Versionen verfügen oft über seitliche Abnehmer ähnlich Ohrhörern oder gepolsterte Kunststoffbügel, die um den Nacken gelegt sind.
Kehlkopfmikrofone wurden bereits im Zweiten Weltkrieg genutzt, z. B. von Panzerbesatzungen.
Eine verwandte Bauform ist das in Schutzhelme integrierte Schädeldeckenmikrofon, welches ebenfalls den Körperschall nutzt.